# John Peter Russell

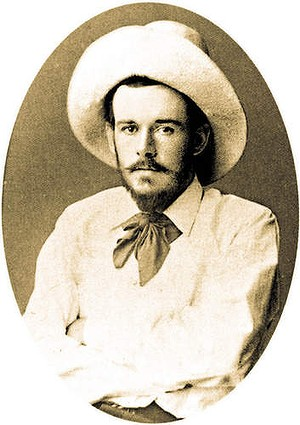
John Peter Russell, um 1888

John Peter Russell (* 16. Juni 1858 in Darlinghurst, Sydney; † 22. April 1930  in Sydney) war ein australischer impressionistischer Maler. Er wurde sehr geschätzt von seinen Künstlerkollegen wie Vincent van Gogh, Claude Monet und Henri Matisse, den er inspirierte. Doch er erreichte auch postum nie weltweite Anerkennung und wird daher als „lost impressionist“ (dt. „verlorener Impressionist“) bezeichnet. Dies mag der Tatsache geschuldet sein, dass Russell seine Werke nicht öffentlich ausstellte – er war sehr begütert, und seine Kunst musste ihm nicht zum Lebensunterhalt dienen.

## Leben und Werk

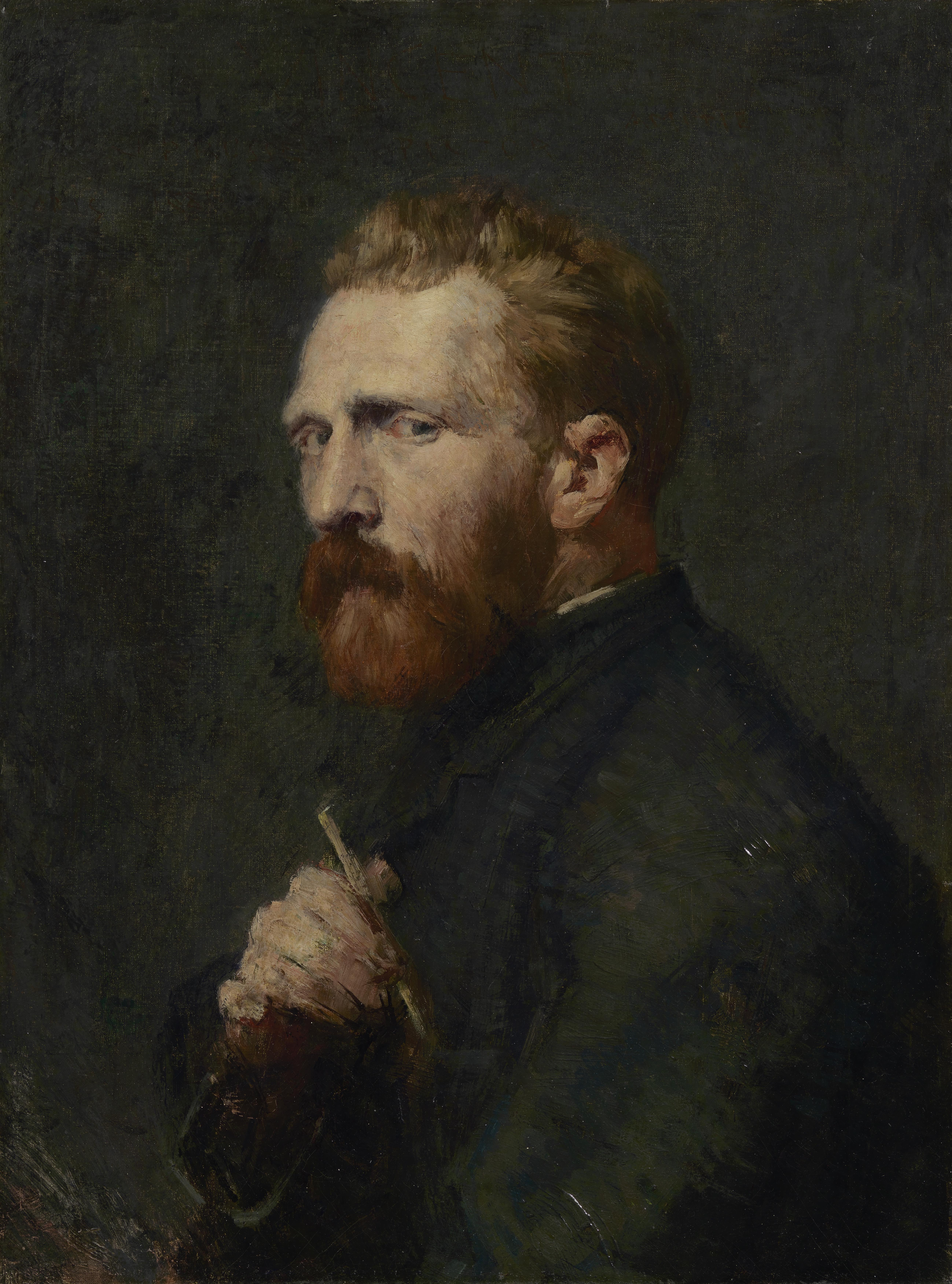
John Peter Russell: Vincent van Gogh, 1886, Van Gogh Museum, Amsterdam

John Peter Russell war der älteste Sohn des schottischen Ingenieurs John Russell und seiner Ehefrau Charlotte Elizabeth, geborene Nicholl, die aus London kam. Sein Vater war bereits als Junge nach Australien gekommen und wurde Partner in dem Ingenieurbüro seines Bruders, P. N. Russell & Co. Nach Russells Ausbildung zum Ingenieur behielt er sein Interesse für Malerei bei, das er bereits seit seiner Kindheit hatte. Nach dem Tod des Vaters 1879 erbte er ein großes Vermögen. Er entschied sich für die Malerei und belegte im Januar 1881 Kurse an der Slade School of Fine Art in London. Seine Lehrer während seines siebenjährigen Studiums waren Alphonse Legros, ein emigrierter Franzose, und später in Paris Fernand Cormon, in dessen Malschule er Vincent van Gogh traf und Freundschaft mit ihm schloss. Russell heiratete in Paris am 8. Februar 1888 Auguste Rodins italienisches Modell Marianna Antoinetta Mattiocco. In diesem Jahr zog er in die Bretagne auf die Insel Belle-Île, wo er seinen Wohnsitz, genannt „Le Chateau Anglais“, erbauen ließ.

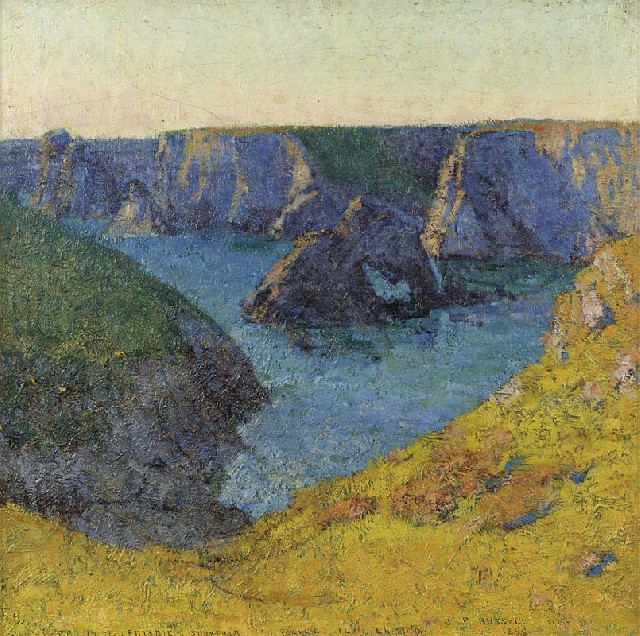
Belle-Île-en-Mer, 1898

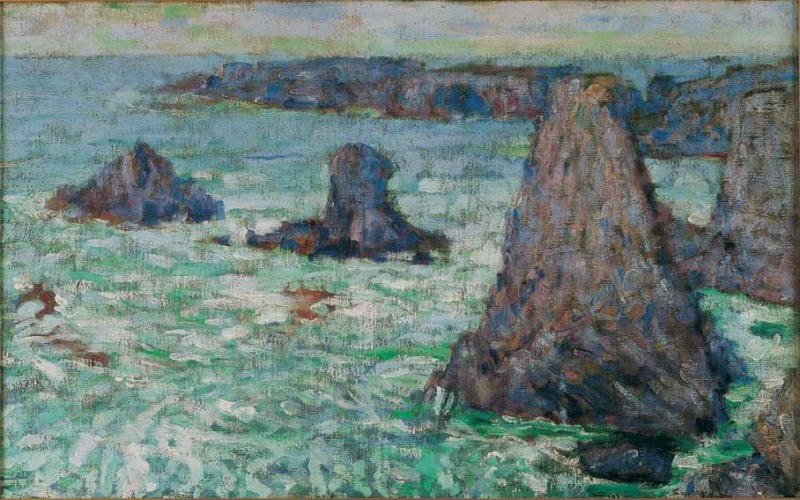
Les Aiguilles, 1890, Queensland Art Gallery

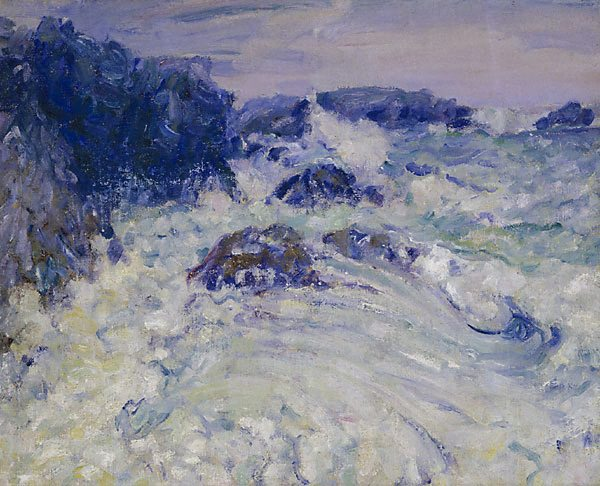
Rough Sea, Morestil, um 1900, Art Gallery of New South Wales, Sydney

Van Gogh schätzte Russells Schaffen, und nach seinem ersten Sommer in Arles im Jahr 1888 schickte er zwölf Gemälde an Russell, um ihn über den Fortschritt seiner Arbeit zu informieren. Monet arbeitete oft mit Russell auf Belle-Île zusammen und beeinflusste seinen Malstil.
In den Jahren 1897 und 1898 besuchte ihn Henri Matisse auf Belle-Île. Russell führte ihn in die impressionistische Malweise ein und machte ihn mit den Werken van Goghs vertraut, der zu dieser Zeit noch ziemlich unbekannt war. Matisse’ Malstil veränderte sich erheblich, und später führte Matisse aus: „Russell war mein Lehrer, und Russell erklärte mir die  Farbtheorie“.
Nach den frühen Porträtmalereien wandte Russell sich mehr Landschafts- und Seegemälden sowie Familienbildern zu. Er stellte seine Werke nicht öffentlich aus, da er den Ausstellungsbetrieb in London und Paris nicht schätzte. Nach dem Tod seiner Frau Marianna 1908 verließ er Belle-Île und kehrte nach Paris zurück. Im Jahr 1912 heiratete Russell in Paris ein zweites Mal: Caroline de Witt Merrill, eine amerikanische Sängerin. Während des Ersten Weltkriegs zog er 1915 nach England zurück. 
Nach Beendigung des Krieges zog Russell für zwei Jahre nach Neuseeland, dann zurück nach Sydney an die Watsons Bay, wo er oft Aquarelle von Hafenszenen malte. Als er 1930 starb, hinterließ er seine zweite Frau und den gemeinsamen Sohn sowie sechs Kinder aus seiner ersten Ehe. Nach seinem Tod geriet sein Werk in Vergessenheit. Seine Tochter übergab 21 Ölgemälde an den Louvre, die jetzt im Musée Rodin gezeigt werden. Einige Werke sind in australischen Galerien ausgestellt, doch kam das Interesse an Russells Werken spät. Im Jahr 2002 zeigte die Art Gallery of New South Wales in Sydney die Ausstellung Belle-Île: Monet, Russell & Matisse in Brittany.
Russell war ein Freund der Bildhauer Auguste Rodin und Emmanuel Frémiet; die Schönheit von Russells erster Frau Marianna hat Rodin in seiner Skulptur Minerve sans Casque (auch Pallas sans Casque) in verschiedenen Materialien im Jahr 1896 dargestellt. Der erste Entwurf datiert aus dem Jahr 1888. Russells Porträt von Vincent van Gogh, das um 1886 entstand, wird im Van Gogh Museum in Amsterdam gezeigt.